# Вульчин Остап Володимирович
Оста́п Володи́мирович Ву́льчин (23 вересня 1992, Івано-Франківськ, Україна) — український футболіст, воротар.

## Життєпис
Народився в Івано-Франківську, вихованець місцевого «Прикарпаття». З 2009 року тренувався з основною командою цього клубу. Дебютував за «прикарпатців» 7 квітня 2012 року в програному (0:2) виїзному поєдинку 17-о туру групи А Другої ліги проти чернігівської «Десни». Остап вийшов на поле на 89-й хвилині, замінивши Романа Стоцького, при цьому Вульчин грав на позиції польового гравця. той матч так і залишився єдиним для Остапа за івано-франківський клуб. Того ж року він перейшов до угринівського «Сокола», який виступав в чемпіонаті Івано-Франківської області. У 2013 році виступав в обласному чемпіонаті за яремченські «Карпати». З 2014 по 2015 рік захищав кольори івано-франківської «Ніки».
У 2016 році повернувся до професіонального футболу, підписавши контракт з «Тепловик-Прикарпаття». За нову команду дебютував 24 липня 2016 року в переможному (6:0) виїзному поєдинку 1-о туру Другої ліги проти ФК «Арсенал-Київщина». Вульчин вийшов на поле в стартовому складі та відіграв увесь матч.